# Stangea erikae
Stangea erikae är en kaprifolväxtart som beskrevs av Graebner. Stangea erikae ingår i släktet Stangea och familjen kaprifolväxter. Inga underarter finns listade i Catalogue of Life.